# Theophrastus redivivus
Der Theophrastus redivivus (deutsch: „Der wiedererstandene Theophrastus“) ist ein ohne Autorenangabe erschienenes neulateinisches Manuskript, das um das Jahr 1659 datiert ist und von dem bis heute eine deutsche Übersetzung fehlt. Der Titel ist eine Anspielung auf eine verlorene Schrift des Aristoteles-Schülers Theophrastos von Eresos, die Epitome (Kompendium) Περì Θεῶν (Über Götter), in dem alle antireligiösen Argumente, die jemals vorgetragen wurden, zusammengestellt sind. Der anonyme Autor sieht sich als einen Redivivus des Theophrastos von Eresos. Er möchte ein zweiter Theophrastos sein und ein neues Kompendium schaffen, das alle Argumente enthalten soll, die seit der Antike gegen Religionen vorgetragen worden sind. Der Verfasser veröffentlichte sein freigeistiges Werk anonym – wegen dessen Subversivität und der Gefahr für Leib und Leben, die einem öffentlich bekannten Autor eines so gearteten Kompilates in der damaligen Zeit gedroht hätte. Es konnte nur klandestin, also unter der Hand, verbreitet werden.
Ein moderner akademischer Philosoph bestimmt den Rang des Werks in der Philosophiegeschichte wie folgt:

„Es präsentiert als erstes modernes Werk ein atheistisches System und eine Religionskritik, die die bisherige Weltanschauung auf fundamentale Weise angreift.“

## Gliederung und Thesen des Theophrastus redivivus

### Gliederung des Werkes
Der „Theophrastus redivivus“ gliedert sich in ein Proöm und sechs Traktate („tractatus“), auch Bücher („libri“) genannt. Ein jeder der sechs Traktate ist wiederum in mehrere Kapitel („capita“) unterteilt.
1. Tractatus primus qui est „de Diis“ – Über die Götter
2. Tractatus secundus qui est „de Mundo“ – Über die Welt
3. Tractatus tertius qui est „de religione“ – Über die Religion
4. Tractatus quartus qui est „de anima et de inferis“ – Über die Seele und die Hölle
5. Tractatus quintus qui est „de contemnenda morte“ – Über die Verachtung des Todes
6. Tractatus sextus qui est „de vita secundum natura“ – Über das naturgemäße Leben

### Thesen des Anonymos
Das Werk vertritt als philosophische Position einen materialistischen Atheismus.
Im Proömium heißt es:

„Etenim ex antiquorum aliorumque philosophorum sententia deum non esse referam, mundumque aeternum, animam mortalem, inferos fabulosos, religionem artem politicam et astutorum commentum, mortem item esse contemnendam, tamquam ab illa nihil superfuturum … Hoc autem opus in sex tractatus, quemadmodum Theophrastus in sex libros suum distribuit, partiri libet. Primus erit di diis, secondus de mundo, tertius de religione, quartus de anima et de inferis, quintus de contemnenda morte, sextus de vita secundum naturam. Quae  omnia ad deos ipsos pertinent. Si enim deos non esse demonstratur, caetera absque ullo negotio probantur.“

„Und in der Tat benutze ich die Lehren der Philosophen und Denker der Antike, um zu zeigen, dass Gott nicht existiert, dass die Welt ewig ist, dass die Seele sterblich ist, dass die Hölle nichts ist als ein Märchen und dass die Religion ein politischer Kunstgriff und ein listiger Betrug ist, dass der Tod verabscheuenswert ist, weil ihm nichts widersteht … So habe ich das Werk, wie einst Theophrastus von Eresos es getan hat, in sechs Bücher unterteilt: das erste über die Götter, das zweite über die Welt, das dritte über die Religion, das vierte über die Seele und die Hölle, das fünfte über die Verachtung des Todes, das sechste über das naturgemäße Leben. Alles dies gehört zur Auseinandersetzung mit den Göttern. Wenn bewiesen worden ist, dass die Götter nicht existieren, so versteht sich der Rest von selbst.“

Der Anonymus möchte alle Argumente vortragen, die seit der Antike gegen den Gottesglauben und gegen Religionen hervorgebracht worden sind. So zitiert er in seinem Kompilat antike atheistische Philosophen: den gleichnamigen Theophrastus von Eresos, Protagoras, Diagoras von Melos, Euhemeros, Theodorus Atheos, („Theodorus der Gottlose“), Lukrez, Sextus Empiricus, sowie freigeistige Autoren von der Renaissance bis ins 17. Jahrhundert; Pietro Pomponazzi, Lucilio Vanini, Michel de Montaigne, Machiavelli, Pierre Charron und Gabriel Naudé.
Der freidenkerische Autor vertritt die These, Politik und Religion betrögen die Menschen und präsentiert den Topos von den drei Betrügern, den auch der atheistische Curé Jean Meslier in seinem Mémoire zu Anfang des 18. Jahrhunderts wieder aufgreifen wird. Er zitiert ein häretisches geflügeltes Wort, das dem Stauferkaiser Friedrich II. zugeschrieben wird:

„[Es gibt] nur drei Betrüger, die den Menschen hintergehen, und zwar Moses, Jesus und Mohammed.“

„Nur die menschliche Vernunft, nämlich die Schläue von listigen Menschen, die an die Macht kommen wollen, hat alles, was über Götter gesagt wurde, erfunden: ohne diese Erfindung wäre es für den Menschen schwierig, sich den Gehorsam der Volksseele zu sichern.“

Weiter hält der Theophrastus redivivus die Vernunft für unvereinbar mit den Mysterien des Glaubens, wie Wunderglaube, Transsubstantiation, Trinität. Anders als Moses und die Schöpfungsgeschichte der Genesis es behaupten, habe die Welt auch keinen Anfang und keinen Ursprung, sie sei vielmehr ewig, habe immer schon bestanden und sei unzerstörbar.

## Überlieferungs- und Rezeptionsgeschichte
Bis heute sind vier Manuskripte des Theophrastus redivivus bekannt:
Bibliothèque nationale de France, Paris, Manuskript P (lat. 9324, XVIII. Jhd.); Österreichische Nationalbibliothek, Wien, Manuskripte W (Cod. 11451) und H (Cod. 10405–10406); Manuskript L Lennik, Belgien (Sammlung von Jérôme Vercruysse).
Diese Manuskripte blieben bis ins 20. Jahrhundert verborgen und unveröffentlicht. Nur wenige Intellektuelle wussten von seiner Existenz und seinem Frontalangriff auf Religionen und Kirche. Selbst Ira O. Wade, welche 1938 den Geisteswissenschaften den entscheidenden Impuls zur Erforschung klandestiner Literatur gab, glaubte noch, das Werk sei verschollen. Durch Zufall entdeckte Stanislaus von Dunin-Borkowski die Wiener Manuskripte; der britische Romanist John Stephenson Spink war schon 1937 bei neulateinischen Recherchen in der Französischen Nationalbibliothek auf das 1090 Seiten umfassende Manuskript des Theophrastus redivivus gestoßen.

## Handschrift und kritische Werkausgabe
- Theophrastus redivivus sive historia de iis, quae dicuntur de Diis, de mundo, de religione, de anima, inferis et daemonibus, de contemnenda morte, de vita secundum naturam. Opus ex Philosophorum opinionibus constructum et doctissimis Theologis ad diruendum propositum. Manuskript der Bibliothèque nationale de France, Département des manuscrits, Latin 9324, XVIII. Jh., Onlineausgabe
- Theophrastus redivivus. Edizione prima e critica a cura di Guido Canziani e Gianni Paganini, La Nuova Italia Editrice, Firenze 1981–1982, zwei Bände, volume primo: introduzione – nota storico – critica – tratti I–II, ISBN 88-221-0013-1, volume secondo: tratti II-VI – bibliografia – indici, ISBN 88-221-0031-X.[13]

## Sekundärliteratur
- Olivier Bloch: Theophrastus redivivus. In: Jean Pierre Schobinger (Hrsg.): Die Philosophie des 17. Jahrhunderts. Bd. 2/1. Schwabe, Basel 1993, ISBN 3-7965-0934-7, S. 258–261.
- Justine Le Floc’h: Theophrastus redivivus. Introduction à un manuscrit clandestin du XVIIe siècle. Online in französischer Sprache auf dem Server des Studenten-Vereins LuRens. Beitrag einer Studentin des Master-Kurses «Littérature néo-latine» von Prof. Isabelle Pantin, École normale supérieure, rue d'Ulm, Paris: 2011.
- Tullio Gregory: Theophrastus redivivus. Erudizione e ateismo nel Seicento. A. Morano, Napoli 1979.
- Jonathan I. Israel, Martin Mulsow (Hrsg.): Radikalaufklärung. Suhrkamp Berlin 2014, ISBN 978-3-518-29653-0, Google books.
- Gianni Paganini: Les philosophies clandestines à l'âge classique. PUF, Paris 2005, ISBN 978-2-13-054181-3
- Gianni Paganini: Wie aus Gesetzgebern Betrüger werden. Eine philosophische Archäologie des radikalen Libertinismus. In: Jonathan I. Israel, Martin Mulsow (Hrsg.): Radikalaufklärung. Suhrkamp Berlin 2014, S. 49–54, ISBN 978-3-518-29653-0, Google books
- Marcelino Rodríguez Donís (Universidad de Sevilla): El ateísmo en el „Theophrastus Redivivus“. Aufsatz in spanischer Sprache, in: Thémata. Revista de filosofía. Número 21, 1999, páginas 243-261.
- Marcelino Rodríguez Donís: El Theophrastus Redivivus y la eternidad del mundo. In: Éndoxa: Series filosóficas, n° 34, 2014, UNED, Madrid, S. 425–452: Aufsatz in spanischer Sprache
- Winfried Schröder: Ursprünge des Atheismus. Untersuchungen zur Metaphysik- und Religionskritik des 17. und 18. Jahrhunderts. Frommann-Holzboog, Stuttgart-Bad Cannstatt 1998, 2. Auflage mit einem neuen Nachwort versehen, 2012, ISBN 3-7728-2608-3, Leseproben
- Winfried Schöder: Der Tod Gottes und die Neuzeit: Philosophiehistorische Anmerkungen zum Zusammenhang von Atheismus und Moderne. In: Christel Gärner, Detlef Pollack, Monika Wohlrab-Sahr (Hrsg.): Atheismus und religiöse Indifferenz. Leske + Budrich, Opladen 2003, ISBN 3-8100-3639-0, S. 23–40.